# Pyrinia resignata
Pyrinia resignata är en fjärilsart som beskrevs av Achille Guenée 1858. Pyrinia resignata ingår i släktet Pyrinia och familjen mätare. Inga underarter finns listade.